# Borneo británico

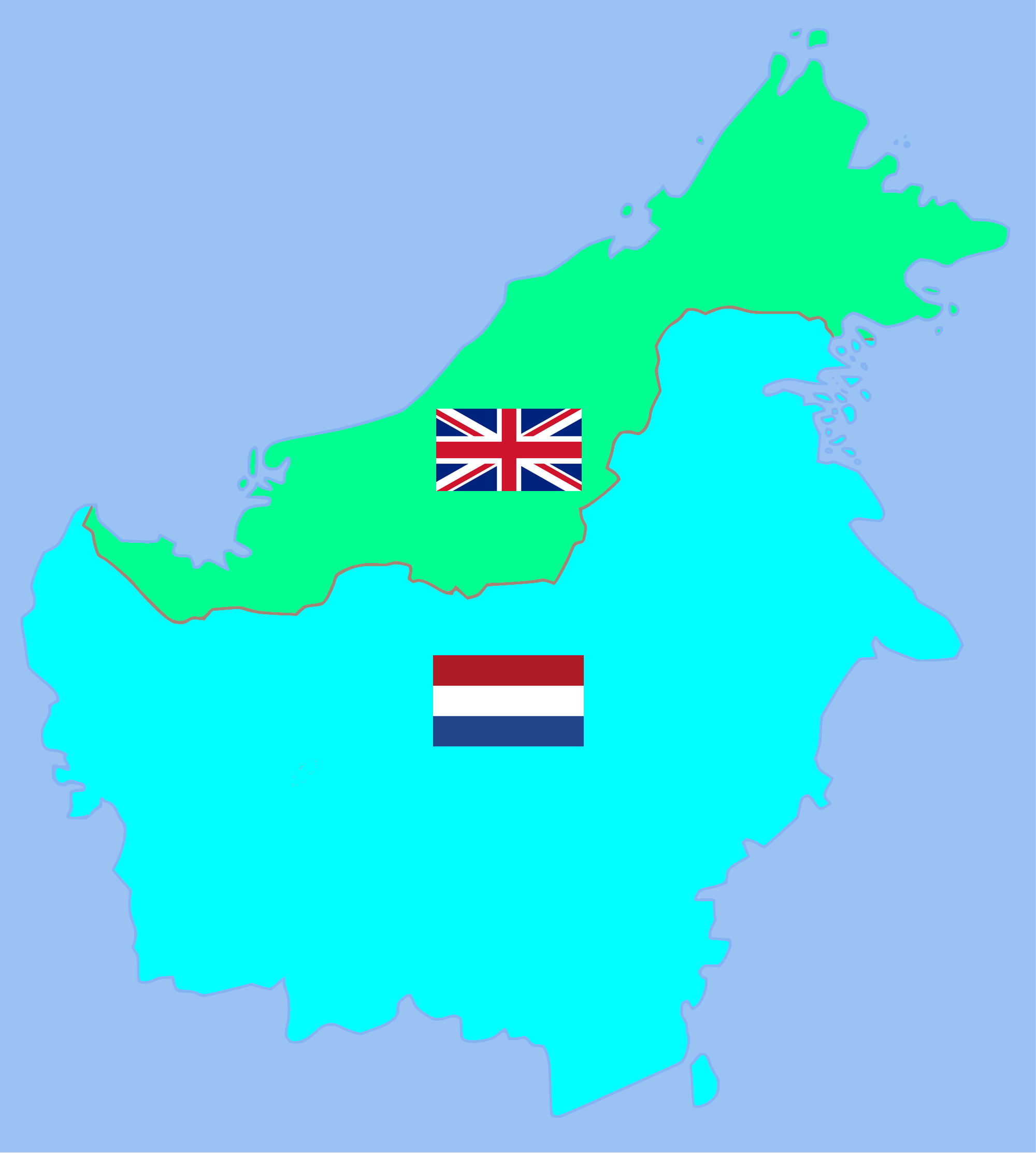
Borneo británico
Borneo neerlandés

El Borneo británico comprendía las cuatro partes septentrionales de la isla de Borneo, que ahora son el país de Brunéi, los estados malasios de Sabah y Sarawak, y el territorio federal malasio de Labuán. Durante el dominio colonial británico antes de la Segunda Guerra Mundial, Sarawak era conocida como el Reino de Sarawak (1841-1946), Sabah era conocida como Borneo Septentrional (1881-1946) y Labuán era conocida como la Colonia de la Corona de Labuán (1848-1946). Entre la Segunda Guerra Mundial y su independencia del Reino Unido, Sarawak se convirtió en la Colonia de la Corona de Sarawak (1946-1963), mientras que Sabah y Labuán se combinaron para formar la Colonia de la Corona de Borneo del Norte (1946-1963). El Reino de Brunéi (1888/1906-1984) fue un protectorado del Reino Unido desde el Acuerdo de Protectorado de 1888/1906, y era conocido como Estado protectorado británico de Brunéi.

## Misiones católicas
En 1687, Antonino Ventimiglia, un teatino, recibió el encargo del Papa Inocencio XI de predicar el cristianismo en Borneo. No existen recuerdos de esta misión, que no ha dejado huellas en la isla aunque el misionero declaró que Dios había bendecido su labor.
La Congregación para la Evangelización de los Pueblos decretó el 27 de agosto de 1855 la erección de la parte norte de la isla de Borneo en prefectura independiente de Borneo del Norte y Labuán y la confió a Carlos Cuarteroni, español. Cuarterón era originalmente un capitán de barco y había jurado, después de escapar de un gran peligro, dedicarse a la evangelización de Borneo. Desembarcó en Labuán en 1857, en compañía de varios misioneros que lo abandonaron en 1860. Aunque solo en la isla de Labuán, Cuarteroni continuó sus labores. Finalmente, viendo que el aislamiento lo hacía impotente, fue a Roma en 1879 para solicitar que la Propaganda pusiera la misión a cargo de un instituto. De Roma, Cuarteroni pasó a España, donde pronto murió.
La isla de Labuán tiene una superficie de 77 kilómetros cuadrados y contiene 6.800 habitantes; es una importante estación de envío entre Singapur y Hong Kong. El prefecto apostólico vive en Labuán. Las estaciones atendidas son Labuan y Kuching (Sarawak), las dos ciudades más importantes. Fuera de estos dos lugares donde viven los misioneros se visitan diez estaciones: Sibu, Kanowit, Igan, Oya, Mukah, Baram, Papar, Jesselton, Putatan y Sandakan. Según el "Mission-Atlas" de P. Streit, las estadísticas de la misión católica a principios del siglo XX eran: 19 sacerdotes regulares, 2 hermanos laicos, 15 hermanas; 8 iglesias; 20 capillas; 16 catequistas; 14 escuelas con 740 alumnos; 2 600 bautismos; unos 1 000 catecúmenos.

## Poder británico
Los británicos habían obtenido la isla de Labuán en 1846; gradualmente extendieron su poder sobre los pequeños gobernantes de la parte norte de Borneo hasta que, en 1888, se reconoció formalmente el protectorado británico de Borneo Septentrional. Como se deseaban misioneros de habla inglesa en la parte británica de Borneo, la Propaganda (19 de marzo de 1881) confió la misión de Borneo del Norte y de Labuán a la Sociedad para las Misiones Extranjeras de Mill Hill, de Inglaterra. El primer prefecto apostólico designado bajo la nueva administración fue Thomas Jackson. La sociedad continuó a cargo de la misión.
Durante la Segunda Guerra Mundial, los británicos se dieron cuenta de que no podían defender la colonia de la poderosa Armada Imperial Japonesa. Destruyeron los aeródromos, y especialmente los campos petrolíferos allí y en Brunei, antes de que los japoneses desembarcaran el 16 de diciembre de 1941. Las pequeñas fuerzas británicas se rindieron. En 1943, la población china de unos 50 000 habitantes se rebeló contra Japón y se apoderó de algunas ciudades. Se vieron abrumados con muchos ejecutados. Australia envió fuerzas de operaciones especiales, que entrenaron y armaron a unidades de milicias locales y ayudaron al desembarco de una división australiana en junio de 1945. Las fuerzas japonesas ascendían a unos 31 000 y resistieron hasta octubre de 1945, mucho después de que el Emperador se rindiera.

### Diagrama

Evolución de Malasia.

## Otras lecturas
- WorldStatesmen- Malaysia historical context (see Labuan and Sabah sections); not worked in here

- Datos: Q1997277